# Інтерактивні ігри на телебаченні
Інтерактивні ігри на телебаченні — це ігри в прямому ефірі телеканалу з ведучим, який закликає аудиторію подзвонити в студію і дати правильну відповідь на будь-яке питання і отримати грошовий приз.
Види завдань можуть бути різні:
- скласти слово із заданих букв;
- вгадати число в математичній загадці;
- знайти відмінності на зображенні;
- вирішити математичне рівняння;
- переставити один сірник (крім знаків пунктуації та рівності), щоб отримати правильне рівність.

## Методи впливу
Основна модель для організаторів - створити ажіотаж і сформувати якомога більшу чергу з тих, що телефонують і прагнуть потрапити в прямий ефір - кожен «висить на лінії» формує дохід , так як платить за час з'єднання з роботом в очікуванні ефіру. Іноді інша частина глядачів відправляє SMS, щоб «записатися в чергу» на прямий ефір. Інтерес телекомпаній до використання SMS - інтерактивних програм обумовлений популярністю подібних передач в Європі (формат CALL-TV).
Однак, на відміну від Європи, в Україні законодавства про інтерактивні ігри не існує як такого. Тому, що б не говорилося в правилах гри, виграш тим, хто додзвонився може і не видаватися зовсім . Ніщо не заважає помічникові режисера подзвонити і представитися одним з телеглядачів.
За різними даними для деяких телеканалів, переважно розповсюджуваних через кабельні мережі, частка доходу одержуваного за допомогою інтерактивних ігор від загального доходу каналу - становить від 40 до 70%[джерело?].
У зв'язку зі зниженням популярності такого роду програм найчастіше їх можна побачити на кабельних або регіональних телеканалах.

### Телелохотрон
У зв'язку зі спеціальними затримками сполучення зі студією, незважаючи на популярність і велику кількість учасників, такого роду шоу викликають негативну реакцію. У народі подібні ігри іменуються як «телелохотрон» і активно обговорюються на форумах. Багато людей сильно помиляються в тому, що вважають, ніби виграти в подібних програмах реально. Виграти можна, але треба знати де конкретно, наприклад, багато компаній використовують систему так званих «підставних» дзвінків, коли в ефір пропускають голос гравця з завідомо неправильною відповіддю з метою стимулювання телеглядачів до участі в грі. Наприкінці ж програми виводиться реальний глядач, природно з правильною відповіддю. Але деякі виробники повністю виправдовують назву «телелохотрон», так як записують програми заздалегідь і надалі транслюють їх з написом «прямий ефір», дзвінки, звісно, підставні.

### Вартість дзвінків
Номери телефонів усіх таких передач починаються або на 8-900-119, або 8-900-307, відповідно мають тариф 6 і 7 гривень. "Укртелеком", компанія, яка підраховує вартість розмови у своїх абонентів, нараховуватиме відповідні гроші за кожні 12 секунд розмови. Отже, якщо ви чекаєте з'єднання зі студією 5 хвилин, таке "висіння" на слухавці вам обійдеться у 150 і 175 гривень. Організації, які проводять платні телевікторини, а також телеканали, котрі їх транслюють, отримують значний прибуток. Щомісячний чистий прибуток від півторагодинної програми на телебаченні дає 300-500 тисяч грн.

### Ігрові розважальні програми
Яскравий приклад ігрових розважальних програм — «Ігри патріотів», «Караоке на майдані», «Шиканемо», «Весілля за 48 годин» (телепроєкт «Нового каналу») чи то «Освідчення» («Все для тебе» — «Інтер») тощо. Програми, в яких присутній ігровий та момент змагання і… визнання «найкращого». Чим більше учасників залучається до участі, тим «гарячіша» гра. Дивлячись такі програми, глядач стає сам співучасником, активно вболіває разом з героями, розуміючи при цьому, що й він може опинитися на їх місці.

## Заборона інтерактивних ігор на українському телебаченні (2012 рік)

### Зміни в законодавстві. Стаття 6 Закону України «Про телебачення і радіомовлення»
Трансляція програм та передач з інтерактивними конкурсами (іграми, вікторинами), умови яких прямо чи опосередковано передбачають оплатне набуття особою статусу її учасника та/або в яких телеглядачам і радіослухачам з метою отримання виграшу у грошовій або майновій формі за особисту перемогу пропонується звернутися до телерадіоорганізації у будь-який спосіб (здійснити телефонний дзвінок, відправити смс-повідомлення тощо), що передбачає стягнення коштів за з'єднання та/або телефонну розмову за ціною, що не відповідає обраному абонентом тарифному плану, або отримання додаткової послуги оператора телекомунікацій, не включеної до переліку послуг, передбачених договором (тарифним планом), забороняється.
Ця заборона не поширюється на:
- канали з обмеженим доступом (канали мовлення, на яких за допомогою використання кодувальних пристроїв та/чи програмного забезпечення обмежено вільний доступ абонентів до перегляду певних телепрограм таким чином, щоб прийом сигналу став неможливим без декодувального пристрою);
- трансляцію програм та/або передач з проведення розіграшів лотерей;
- трансляцію програм та/або передач з проведення творчих конкурсів, спортивних змагань тощо, незважаючи на те, передбачається чи не передбачається їх умовами грошовий або майновий виграш;
- трансляцію програм та/або передач з проведення розіграшів на безоплатній основі з рекламуванням (популяризацією) окремого товару, послуги, торговельної марки (знака для товарів і послуг), найменування або напрямів діяльності суб'єктів господарювання, комерційної програми з видачею виграшів у грошовій або майновій формі;
- трансляцію програм та/або передач з проведення конкурсів (ігор, вікторин), умови яких передбачають безоплатне набуття особою статусу її учасника та отримання учасником, який виявив найкращі особисті знання та вміння, виграшів у грошовій або майновій формі за особисту перемогу;
- трансляцію програм та/або передач з проведення розіграшів на безоплатній основі для розважальних, благодійних або пізнавальних цілей".

### Стаття 55
Особливості розповсюдження програм та передач з платними інтерактивними конкурсами (іграми, вікторинами) на каналах з обмеженим доступом
1. Трансляція програм та передач з платними інтерактивними конкурсами (іграми, вікторинами) має постійно супроводжуватися поточною інформацією про обсяг дзвінків та шанси підключення до студії. Такі програми або передачі мають супроводжуватися текстами попередження про те, що вони є платними. Кожне попередження має займати не менше 20 відсотків площі (обсягу) екрана. Колір тексту попередження має бути контрастним щодо кольору фону попередження, а його розмір - не меншим за розмір номера телефону, за яким учасникам пропонується телефонувати.
2. Правила платних інтерактивних конкурсів, що транслюються на каналах з обмеженим доступом, мають передбачати заборону участі неповнолітніх осіб у таких конкурсах.
3. Інформація щодо умов оплатного набуття статусу учасника та інших умов участі в інтерактивному конкурсі (грі, вікторині), якщо виконання таких умов може завдати майнової шкоди телеглядачам та радіослухачам, має наводитися у вигляді дикторського тексту та/або звукового супроводу кожні 5 хвилин трансляції відповідної програми та/або передачі".

## Список інтерактивних ігор

### 1999
Лото-Забава
Державна лотерея «МСЛ», виходила з 16 серпня 1999 по 25 липня 2021 року на телеканалі «1+1», а з 1 серпня 2021 року виходить дотепер на телеканалі «Апостроф TV». Ведучі — Валентин Опалєв, Віктор Андрієнко, Анатолій Гнатюк, Лариса Руснак і Ольга Гриневич.
Караоке на Майдані
Ігрова розважальна телегра, яка проводить свої зйомки на відомому українському місці Майдан, виходила на телеканалах «Інтер», «1+1» і «СТБ» з 1999 по 2019 рік. Ведучий — Ігор Кондратюк.

### 2000
Перший мільйон
Український аналог локалізованих телеігор у світі «Who Wants to Be a Millionaire?», виходила на «1+1» з 10 листопада 2000 по 20 січня 2006 року. Ведучі — Данило Яневський, Анатолій Борсюк і Остап Ступка.

### 2003
Найрозумніший
Російсько—українська інтелектуальна телегра формату «The Brainest's Kid», виходила на «СТС» і «1+1» з 2003 по 2013 рік, з 2013 року на каналі «Україна». Ведучі — Тіна Канделакі, Павло Скороходько і Людмила Добровольська.

### 2005
Ігри патріотів
Ігрове розважальне шоу французького формату «Intervilles», виходило на «Інтері» з 17 вересня 2005 по 2 грудня 2006 року, місце зйомок — Мартіг, Реюньйон і Сен-Тропе. Ведучий — Павло Костіцин.

### 2006
Шиканемо
Ігрова розважальна телегра на тему грошей, у якому кожний гравець повинен витратити свої гроші, надані йому, наприклад — 20 000 гривень, виходила на «Інтері» з 2006 по 2007 рік. Ведучий — Кузьма Скрябін.

### 2007
Володар гори
Російсько—українське ігрове розважальне шоу жанру «гірськолижний спорт», яке знімалося на гірськолижному курорті Монженевр, виходило на «Новому каналі» і «Першому каналі (Росія)» у 2007 році. Ведучі — Андрій Доманський й Євген Плющенко.

### 2011
Битва націй
Ігрове розважальне шоу французького формату «Intervilles», виходило на «ICTV» з 3 вересня по 26 листопада 2011 року, місце зйомок — Барселона, Ведучий — Павло Костіцин.
Мільйонер — Гаряче крісло
Український аналог локалізованих телеігор у світі «Who Wants to Be a Millionaire?» і їх формату «Hot Seat», виходила на «Інтері» з 15 лютого по 10 серпня 2011 року. Ведучі — Володимир Зеленський.

### 2021
Де логіка?
Український аналог російського інтелектуального шоу каналу «ТНТ» «Де логіка?», виходив з 9 березня 2021 року на «Новому каналі». Ведучий — Сергій Притула.
Хто хоче стати мільйонером?
Українська версія однойменної американської телегри на ICTV та ICTV2.
Ведучий - Станіслав Боклан